# Au pays du Tararanni
Pour plus de détails, voir Fiche technique et Distribution.
Au pays du Tararanni (arabe : في بلاد الطررني soit Fi Bilad Ettararanni) est un film à sketches tunisien, réalisé en 1972 et sorti une année plus tard, se basant sur le recueil de nouvelles d'Ali Douagi Autant il m'a éveillé des nuits (سهرت منه الليالي) se déroulant dans la Tunisie des années 1930.

## Synopsis
Les trois sketches, réalisés par trois metteurs en scène différents sont :
- Le réverbère (المصباح المظلم) réalisé par Hamouda Ben Halima : un coiffeur de la rue du Pacha rencontre une mystérieuse inconnue voilée, seule sous un réverbère ;
- La visite (الزيارة) réalisé par Hédi Ben Khalifa : une épouse malheureuse se plaint à sa mère à propos des mauvais traitements que lui fait subir son mari, un ivrogne invétéré ;
- Pique-nique (نزهة رائقة) réalisé par Férid Boughedir : Abdelhamid est invité à déjeûner par son ami Abdallah.

## Fiche technique
- Réalisation : Hamouda Ben Halima, Hédi Ben Khalifa et Férid Boughedir
- Scénario et dialogues : Hédi Ben Khalifa, Mohamed Yacine, Férid Boughedir, Ezzedine Madani et Taoufik Baccar (ar)
- Musique : Mohamed Saâda et Mohamed Garfi
- Langue : arabe
- Format : couleur - 35 mm
- Genre : film à sketches

## Distribution
- Noureddine Kasbaoui
- Samia Mzali
- Mouna Noureddine
- Jamila Ourabi
- Mongia Taboubi
- Rachid Gara
- Romdhan Chatta
- Hédi Semlali